# モザイク写真

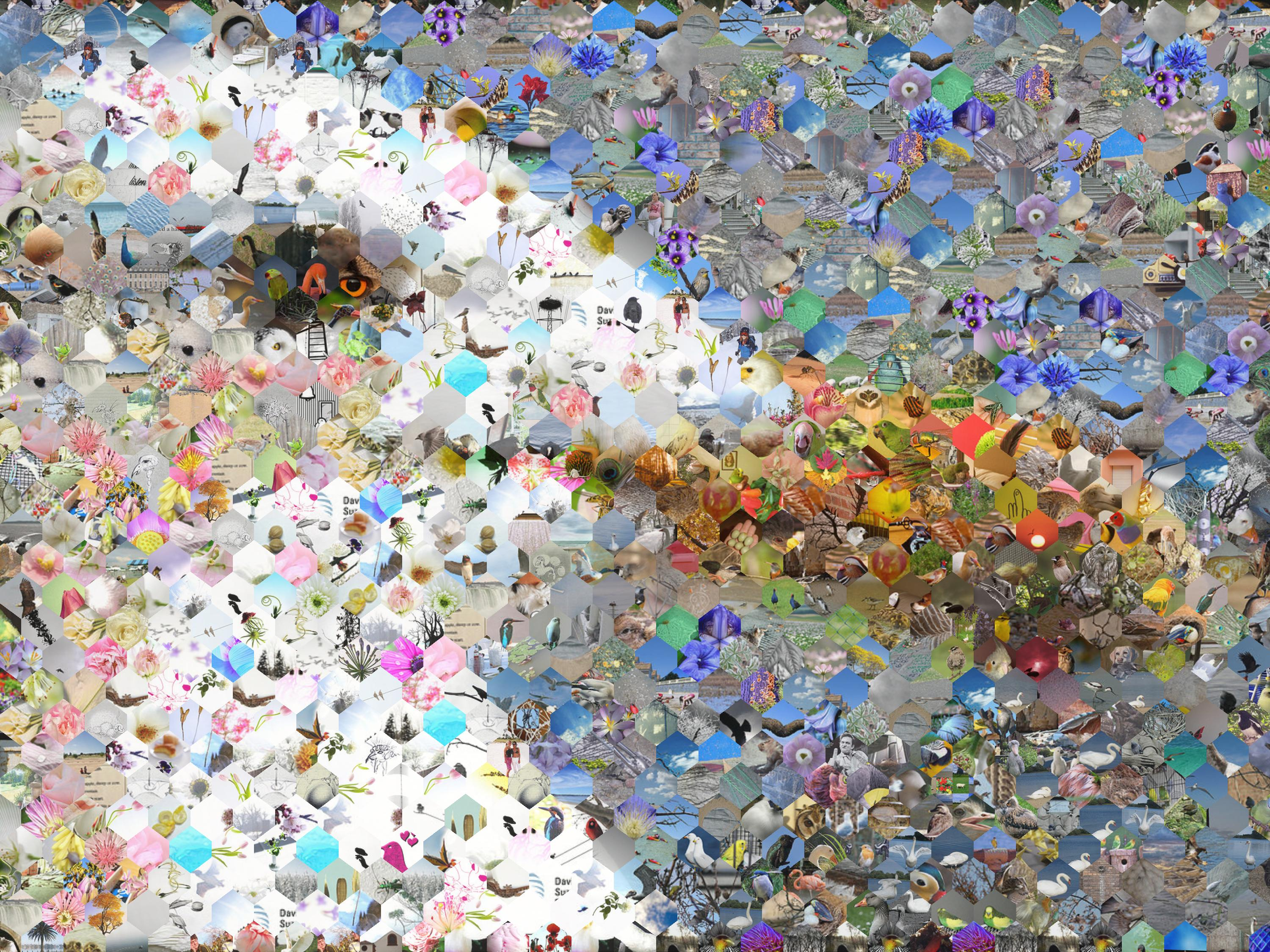
モザイク写真によるカモメ

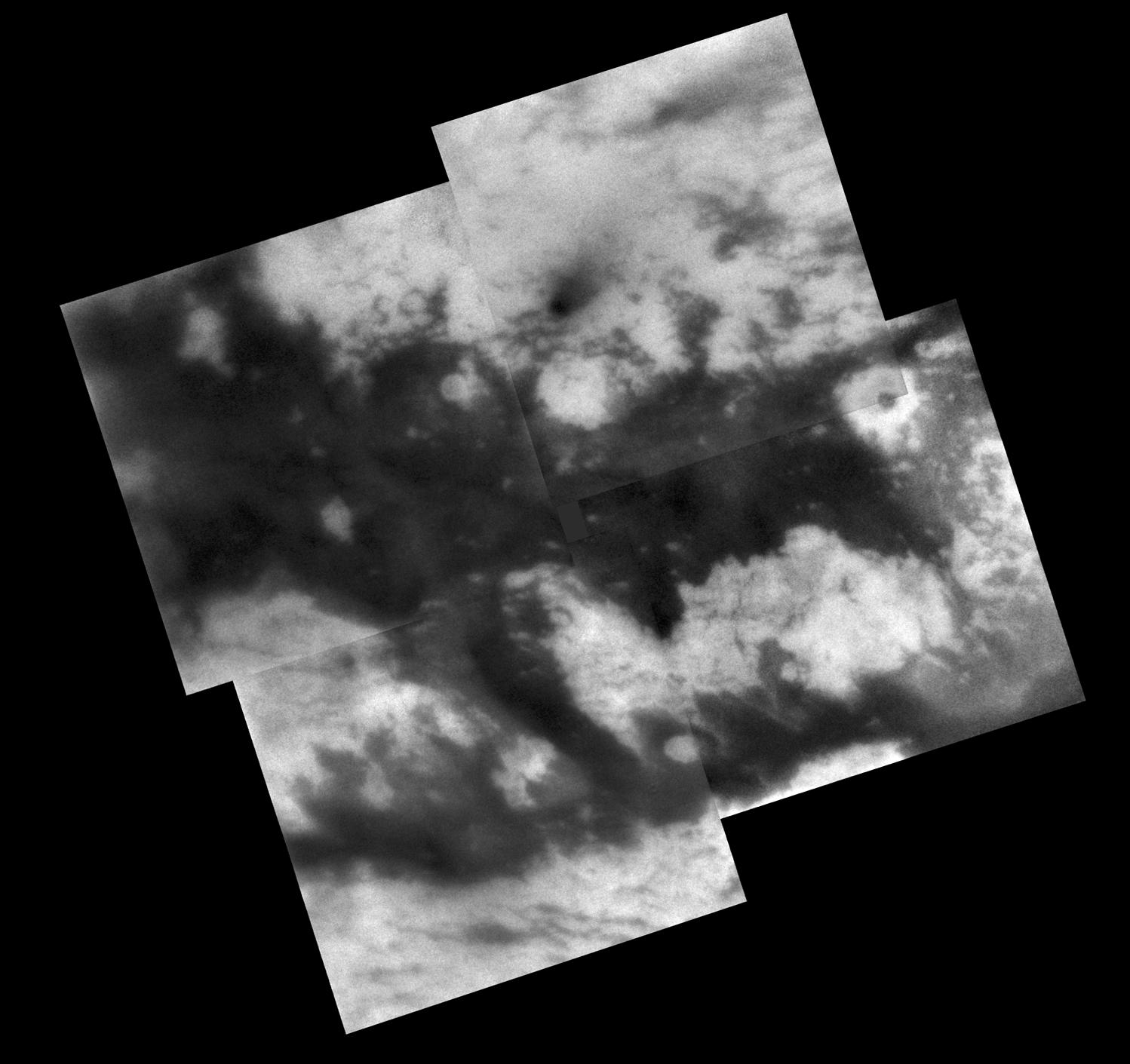
タイタン地表のモザイク写真

モザイク写真（モザイクしゃしん）、またはフォトモザイク（フランス語 photomosaïque、英語 photomosaic）は、多数の写真をモザイクのように組み合わせて作成した画像。モザイクアートと呼ばれることもある。
写真ではなく、絵画などの絵を使用した場合はミューラルモザイクと呼ばれる。
美術作品としては、多数の写真を縮小して正方形など平面充填図形に切り取り、これをモザイクタイルに見立てて碁盤目状に配置し、大きな絵を描く。近年ではコンピュータの発達により、完成図として与えられた写真と、タイルとなる多数の写真から、自動的にモザイク写真を作ることができる。
宇宙探査機の写真や航空写真など、被写体を1枚の写真で撮れないとき、撮影できた部分的な写真をつなぎ合わせて1枚の写真にすることがあり、これもモザイク写真と呼ぶ場合もある。